# Asterella tenella
Asterella tenella är en bladmossart som först beskrevs av Carl von Linné, och fick sitt nu gällande namn av Ambroise Marie François Joseph Palisot de Beauvois. Asterella tenella ingår i släktet skägglungmossor, och familjen Aytoniaceae. Inga underarter finns listade i Catalogue of Life.